# Règlement du vivant
Pour les articles homonymes, voir Règlement.
Un règlement du vivant (en anglais : life settlement) est la cession à un tiers du vivant de l'assuré d'une police d'assurance-vie en vigueur, à un prix supérieur à valeur de rachat et à moins que son bénéfice net au décès.
Plusieurs raisons peuvent justifier la cession d'une police d'assurance vie par son titulaire, notamment : disparition du besoin de protection en assurance de personnes, désir de souscrire à un autre type de police d'assurance vie, ou le paiement des primes est devenu inabordable. Les détenteurs de police d'assurance de personnes peuvent en apprendre davantage sur le règlement du vivant de leurs polices auprès d'un planificateur financier ou conseiller, courtier d'assurance ou juriste.
Le règlement d'une police d'assurance de personnes en cas de maladie terminale ou de maladie chronique (English: Viatical settlement) est fondamentalement similaire au "règlement du vivant", toutefois le type de règlement diffère pour le cédant d'une police d'assurance.

## Historique du règlement du vivant
Depuis plus de 100 ans, les sociétés d'assurance fabriquent des produits d'assurance de personnes, qu'ils distribuent dans le marché primaire. Le marché secondaire de l'assurance de personne est relativement récent. Le marché du règlement du vivant ne se serait pas développé sans un certain nombre d'événements, de décisions judiciaires et de personnes clés.
La Cour suprême des États-Unis, dans le cas de Grigsby v. Russell, 222 US 149 (1911) a établi qu'une police d'assurance vie constituait une propriété privée, qui peut être attribué selon la volonté de son propriétaire. Selon le jugement du juge Oliver Wendell Holmes l'assurance-vie possédait toutes les caractéristiques ordinaires de la propriété, et, conséquemment, constitue un actif patrimonial que le propriétaire peut transférer sans restriction. Holmes a écrit que "de nos jours, l'assurance vie est devenue une des formes les plus reconnus de l'investissement et de l'auto-discipline de l'épargne". Cette opinion légale positionne les droits de propriété d'une police d'assurance de personnes sur la même base juridique que les biens d'investissement plus traditionnels, tels que actions et obligations. Comme ces autres types de biens, une police d'assurance-vie pourrait être transférée à une autre personne à la discrétion du propriétaire de la police.
Cette décision établit qu'une police d'assurance-vie est considéré comme un bien transférable qui comporte des droits juridiques spécifiques, y compris le droit de:
- déterminer le bénéficiaire de la police ;
- changer la désignation de bénéficiaire (à moins que la police comporte des restrictions) ;
- mettre la police d'assurance en garantie d'un prêt ;
- emprunter sur la police ;
- revendre la police d'assurance à un tiers.

Dans les années 1980, les États-Unis ont fait face à une épidémie du sida. AIDS victims faced short life expectancies, and they often owned life insurance policies that they no longer needed. (Les victimes du sida ont été confrontés une espérance de vie écourtée, et ils détiennaient souvent des polices d'assurance-vie qu'ils n'avaient plus besoin. En conséquence, une industrie sur le règlement viatique d'une police d'assurance de personnes en cas de maladie terminale ou de maladie chronique a émergé. Un règlement viatique implique une maladie terminale ou une maladie chronique (avec moins de deux ans l'espérance de vie). Dans ce cas, le détenteur vend son assurance vie en vigueur à un tiers pour une somme forfaitaire. Le tiers devient le nouveau propriétaire de la police, acquitte les primes, et reçoit la plein prestation de décès lorsque l'assuré décède. En raison de progrès de la médecine, les personnes atteintes du sida ont commencé à vivre plus longtemps et donc le "règlement viatique" est devenu moins rentables. En conséquence, l'industrie de règlement du vivant émerga.
Un "règlement du vivant" est similaire à un règlement à escompte d'une police d'assurance. Toutefois, dans une transaction de "règlement du vivant", l'assuré est généralement âgé d'au moins 65 ans et n'est pas malade chronique ou en phase terminale.
En 2001, le National Association of Insurance Commissioners ("NAIC") (Association nationale des commissaires d'assurance) a publié un modèle de « règlement viatique », qui énonce des lignes directrices pour éviter les fraudes et assurer de saines pratiques commerciales. À cette époque, de nombreux fournisseurs de « règlement de vie » qui sont au premier plan aujourd'hui ont commencé à acheter des polices d'assurance pour leur portefeuille de placements en utilisant le capital institutionnel. L'arrivée de personnes morales bien financés a transformé le concept de règlement dans un outil de gestion de patrimoine réglementé pour les propriétaires à valeur élevée qui n'avaient plus besoin de leurs polices d'assurance.
Le 29 avril 2009, le « United States Senate Special Committee » (Comité spécial du Sénat des États-Unis) sur le vieillissement a mené une étude et est venu à la conclusion que le règlement du vivant valait, en moyenne, 8x plus que la valeur de rachat offert par les compagnies d'assurance-vie

## Fournisseurs
Les fournisseurs de règlement du vivant agissent comme acheteur dans une transaction de « règlement du vivant » et sont responsables de payer au client une somme forfaitaire d'argent supérieure à la valeur de rachat de la police. Les principaux fournisseurs de cette industrie financent de nombreuses transactions chaque année et détiennent la police du vendeur comme un actif confidentiel dans leur portefeuille. Ils sont expérimentés dans l'analyse et l'évaluation des polices de grande valeur et travaillent directement avec des conseillers afin que les transactions soient adaptées à la situation particulière d'un client. Ces institutions sont dotés d'un département interne de conformité visant à examiner attentivement les transactions et, surtout, ils sont soutenus par des fonds institutionnels.
Les fournisseurs de règlement du vivant doivent détenir une licence de pratique dans l'État où réside le propriétaire de la police d'assurance. Environ 41 États ont adopté des règlements concernant la revente de polices d'assurance vie à des tiers.

## Courtiers d'assurance
En général, un courtier en "règlement du vivant" est une personne qui, moyennant rétribution, sollicite, négocie, ou offre de solliciter ou de négocier un contrat de règlement du vivant. Dans la plupart des États américains, une personne doit être autorisé à agir comme courtier de "règlement du vivant" et doit réussir un cours de formation continue.
Un courtier de règlement du vivant, en échange d'une redevance, va magaziner une police auprès de plusieurs fournisseurs, tout comme un courtier immobilier sollicite des offres multiples pour sa maison. S'il est du devoir du courtier de recueillir les offres, il incombe aussi au conseiller d'aider le client à évaluer les offres selon un certain nombre de critères, notamment le prix de l'offre, la stabilité du financement, les dispositions de confidentialité, le rendement net après commissions, et plus encore.
Dans le cas d'une transaction d'acquisition d'une police, l'investisseur assume la responsabilité de payer toutes les primes futures nécessaires pour maintenir la politique en vigueur.
Les politiques de rémunération varient considérablement d'un courtier à l'autre. Ils doivent être entièrement divulguées et compris par le client afin de déterminer si l'engagement d'un courtier sera bénéfique pour le client.
Dans les États qui réglementent le règlement du vivant, il existe des lois relativement à la procédure à suivre, la vie privée, les licences, la divulgation et la production de rapports, qui, en cas de violation, peut soumettre le courtier à des sanctions.

## Investisseurs
Les investisseurs en règlement du vivant sont connus comme les entités de financement car ils fournissent la capitale ou le financement pour les transactions de règlement du vivant (l'achat d'une police d'assurance-vie). Les investisseurs de règlement du vivant peuvent utiliser leur propre capital pour acheter les polices ou peuvent lever du capital auprès d'un large éventail d'investisseurs à travers une variété de structures. Le fournisseur de règlement du vivant est l'entité qui conclut la transaction avec le propriétaire de la police. Ce fournisseur paie le propriétaire de la police lorsque la transaction de règlement de vie est terminée. Dans la plupart des cas, le fournisseur de règlement du vivant a une entente écrite avec l'investisseur de règlement du vivant, afin de procurer les fonds nécessaires à l'acquisition de la police. Dans ce scénario, l'investisseur de règlement du vivant est effectivement le bailleur de fonds ultime de la transaction sur le marché secondaire. Cependant, dans certaines transactions de règlement du vivant, le fournisseur de règlement du vivant est également à l'investisseur; le fournisseur utilise son propre capital pour acheter la police à son propre portefeuille.

## Règlementation
La plupart des États américains encadrent le "règlement du vivant" et imposent une période d'attente de deux ans. Cependant, le Nouveau-Mexique, le Michigan, le Massachusetts et le Delaware ont limité leur encadrement au règlement viatique, tandis que Wyoming, le Dakota du Sud, le Missouri, l'Alabama et la Caroline du Sud n'encadrement pas le règlement viatique, ni le règlement du vivant.

## Principales conclusions d'études
Une étude universitaire démontrant une partie du potentiel du marché de règlement du vivant a été réalisée en 2002 par l'école de commerce de l'Université de Pennsylvanie, la Wharton School. Les documents de recherche, crédités à Neil Doherty et Hal Singer, ont été libérés sous le titre "Les avantages d'un marché secondaire de l'assurance vie". Cette étude a révélé notamment, que les fournisseurs d'assurance vie ont payées environ 340 millions de dollars aux consommateurs pour leurs polices d'assurance vie, une occasion qui n'était pas disponible dans les années antérieures. Il a également été indiqué par Neil A. Doherty, le professeur à Wharton, que cette pratique fait grimper le coût de l'assurance pour tous les autres consommateurs qui achètent une assurance vie.

« Nous estimons que les règlements du vivant, seul, générent des bénéfices excédentaires de plus de 240 millions de dollars annuellement pour les assurés de l'assurance vie qui ont exercé leur option de vente de leurs polices à un taux compétitif. »

— Étude Wharton, pg 6
Une autre étude menée par Conning & Research Co., "Règlement du vivant: Une pression supplémentaire sur les profits en assurance vie", a révélé que les personnes âgées détiennaient environ 500 milliards de dollars en 2003 en police d'assurance vie, dont 100 milliards ont été détenus par les personnes âgées admissibles pour les règlements du vivant.
Une étude parrainée par l'industrie de l'assurance vie réalisée par Deloitte Consulting et Université du Connecticut est venu à des conclusions négatives concernant le marché de règlement du vivant.